# 拉特里尼泰德图贝尔维尔
拉特里尼泰德图贝尔维尔（法語：La Trinité-de-Thouberville）是法国厄尔省的一个市镇，属于贝尔奈区（Bernay）鲁托县（Routot）。该市镇总面积3.33平方公里，2014年时的人口为439人。

## 人口
拉特里尼泰德图贝尔维尔人口变化图示